# 東伏見慈洽
東伏見 慈洽（ひがしふしみ じごう、1910年〈明治43年〉5月16日 - 2014年〈平成26年〉1月1日）は、日本の僧侶。旧皇族。旧華族。久邇宮邦彦王の第3王子。旧名邦英王（くにひでおう）。香淳皇后の弟。第125代天皇・明仁（上皇）は甥、第126代天皇・徳仁（今上天皇）は大甥にあたる。妻は伯爵・亀井茲常の次女・東伏見保子。元衆議院議員・亀井久興は妻の甥。後述の経緯により1931年に皇族の身分ではなくなったが、皇族出身者としては記録に残る限りで一番長寿であった人物である（死去時点で103歳7か月16日、37851日）。

## 生涯

### 皇族時代
1910年（明治43年）、久邇宮邦彦王の第三男子として誕生。東伏見宮依仁親王・同妃周子より実子のように可愛がられており、子女がなかった同夫妻は、邦彦王と相談の上、当時9歳であった邦英王を東伏見宮に永く預かりの形で迎えることとなり、邦英王は、1919年（大正8年）10月26日の吉辰を卜して東伏見宮邸に移った。邦英王は依仁親王薨去の際は御沙汰によって葬儀の喪主を務めた。事実上、邦英王は、宮家の継承者であったといえる。しかし、旧皇室典範は、皇族に養子を認めていなかったため（第42条）、邦英王は東伏見宮を皇族としては継承することができなかった。邦英王を東伏見宮で養育することも、養子またはそれに類似した趣旨で宮内省が認めていたわけではない。1923年（大正12年）に学習院初等科を、1928年（昭和3年）に同中等科を卒業し、同高等科へ進学した。

### 華族時代
| 皇族大礼服を着用した臣籍降下直前の邦英王 |  | 有爵者大礼服を着用した臣籍降下後の東伏見邦英 |
| 皇族大礼服を着用した臣籍降下直前の邦英王 |  | 有爵者大礼服を着用した臣籍降下後の東伏見邦英 |

邦英王は、1930年（昭和5年）5月に成年となり、勲一等に叙され、同月15日、貴族院皇族議員となる。しかし、東伏見宮家の祭祀を継承するため、1931年（昭和6年）の紀元節に臣籍降下の願出をなした。この願は、皇族会議及び枢密院の諮詢を経て、允可され、同年4月4日に「東伏見」の家名を賜い、華族に列せられ、伯爵を授けられた。なお、皇族の身分を離れたことで貴族院議員の資格も消滅した。伯爵東伏見邦英となったあと、1931年（昭和6年）に、仏教の美術関係の書物として、『宝雲抄』（民友社）を刊行した。『宝雲抄』は、1924年（大正13年）4月の春休みに奈良に行ったときの印象や感想を『学習院輔仁会雑誌』に「奈良より」と題して投稿したのをきっかけに、4年間掲載されたものを、ひとつの本にしたものである。
1931年（昭和6年）に学習院高等科を、次いで1934年（昭和9年）に京都帝国大学文学部史学科を卒業後、1939年（昭和14年）度から8年間、同大学で古代美術史などの講師を務めている。また1931年、ピアニストとして姉・大谷智子が作詞・歌唱した「同朋の歌」レコードのピアノ演奏を担当、翌1932年（昭和7年）には近衛秀麿指揮の新交響楽団（NHK交響楽団の前身）とともにハイドンのピアノ協奏曲ニ長調の録音演奏を行った。これは、同曲の世界初録音である。この音源はローム・ミュージック・ファンデーションによりCD化されており、片山杜秀などによってアマチュア離れした技術と評されているが、彼が実際にピアノを師事した人物についての記録は残っていない。1937年（昭和12年）に横浜市磯子区の高台の上に別邸を建てる。別邸は戦後、西武グループに譲渡され、1954年（昭和29年）に横浜プリンスホテルとして開業する。

### 僧侶時代
1945年（昭和20年）に京都の青蓮院で得度、1952年（昭和27年）に善光寺大勧進の住職に就き、1953年（昭和28年）に青蓮院門跡の門主となって法名を慈洽と称し、長らく門主の地位にあった。1956年（昭和31年）、「飛鳥時代の芸術研究」によって京都大学から文学博士の学位を授与される。1985年（昭和60年）より終生、京都仏教会会長を務めた。
1982年（昭和57年）には、文化観光税（文化観光施設税、文観税）の復活に関する議論を発端として、古都保存協力税問題（古都税問題）が起きる。同問題では、古都税の創設を目指す京都市とこれに反対する京都府仏教会・京都市仏教会（後に統合して京都仏教会）が衝突して深刻な対立抗争を繰り広げ、ついには多くの寺院の拝観停止や行政訴訟の提起にまで至った。この間、慈洽は、1984年（昭和59年）に京都市仏教会の会長に就任し、翌1985年（昭和60年）には新たに統合設立された京都仏教会の初代会長に就任して、理事長の松本大圓・清水寺貫主や常務理事の有馬賴底・鹿苑寺責任役員、大島亮準・三千院執事長、清瀧智弘・広隆寺貫主らとともに、古都税反対運動の先頭に立ち指導に当たった。同問題は、1988年（昭和63年）3月末限りで古都税を廃止することで収束した。
1995年（平成7年）、喉頭癌の手術により声を失った。青蓮院が属する天台宗の主要寺院が住職の世襲を認めていないのに対し、青蓮院門主の地位を子息に譲ることを強く望んで天台宗教団と鋭く対立し、一時は教団離脱をほのめかして教団に圧力をかけ、ついには世襲を認めさせた。
2004年（平成16年）2月、青蓮院の執事長であった次男の慈晃に門主の地位を譲り、自身は名誉門主に就いた。2006年（平成18年）4月、起立性低血圧症を発症し、以後寝たきりの生活を余儀なくされた。2009年（平成21年）9月30日に妻の保子が死去した。2010年（平成22年）5月16日、100歳を迎えた。2013年（平成25年）には叔父にあたる東久邇宮稔彦王の存命記録を抜き、臣籍降下をした記録の確かな元皇族の中では歴代最長寿となった。2014年（平成26年）1月1日、死去。103歳没（享年105）。

## 栄典
- 1928年（昭和3年）11月10日 -  大礼記念章[19]
- 1930年（昭和5年）5月16日 -  勲一等旭日桐花大綬章[8]
- 1930年（昭和5年）12月5日 -  帝都復興記念章[20]
- 1940年（昭和15年）8月15日 -  紀元二千六百年祝典記念章[21]

## 血縁
- 父：久邇宮邦彦王
- 母：邦彦王妃俔子（旧姓：島津俔子）
- 兄弟：久邇宮朝融王 - 久邇邦久（邦久王） - 香淳皇后（良子女王） - 信子女王 - 大谷智子（智子女王） - 東伏見慈洽（邦英王）
- 妻：東伏見保子（亀井保子・亀井茲常の次女）
- 子女：
  - 長男：東伏見韶俶（ホテルハイジ代表取締役、1940年10月10日 -[22]）
  - 妻：礼子(1944年1月14日 - 2009年[22])
    - 孫：幸子(1969年7月10日 - [22])
    - 孫：百百子(1974年8月6日 - [22])

  - 東伏見慈晃（現：青蓮院門跡門主、1942年6月21日 - [22])）
  - 妻：具子(1951年1月5日 - [22])
    - 孫：東伏見光晋[23]、（現：青蓮院執事長[24]、1977年8月17日 - [22])
      - 曾孫：男児(2009年 - [23])

  - 三男：睿俶（IDセンター代表取締役、1945年10月9日 - [22]）
  - 妻：玲子(1947年9月2日 - [22])
    - 孫：禎容(1981年12月6日 - [22])

  - 西川邦子(具仁子)(1939年4月29日 - 、西川昇夫人[25]西川産業創業家の西川昇・伊藤忠商事副社長に嫁す）